# Sully and Lavernock
Sully and Lavernock (en anglais) ou Sili a Larnog (en gallois) est une communauté du Vale of Glamorgan, au pays de Galles. Elle est située dans le sud-est du borough de comté, sur le littoral du canal de Bristol, à une dizaine de kilomètres au sud-ouest de la cité de Cardiff.
Comme son nom l'indique, elle se compose du village de Sully / Sili (en) et du hameau de Lavernock / Larnog (en). Elle comprend également le hameau de Swanbridge, situé en face de Sully Island (en), une île accessible à marée basse.

## Démographie
Au recensement de 2011, la communauté de Sully and Lavernock comptait 4 543 habitants.